# Liste der Kathedralen und Basiliken in Irland
Eine Kathedrale ist eine Kirche mit Bischofssitz. Sie ist die Hauptkirche eines Bistums (kirchlicher Verwaltungsbezirk)
Eine Basilica minor, auch Basilica pontificia, ist ein Ehrentitel, den der Papst einer bedeutenden katholischen Kirche unabhängig von ihrem Baustil verleiht. Die Erhebung zur Basilika soll die Bedeutung für die Region hervorheben und näher an den Bischof von Rom gebunden werden. Dafür wird das, zeitlich aktuelle päpstliche Wappen, in der Regel über dem Portal, an der Basilika angebracht. Zurzeit tragen etwa 1500 Kirchen den Titel Basilica minor, ein Drittel davon befindet sich in Italien.

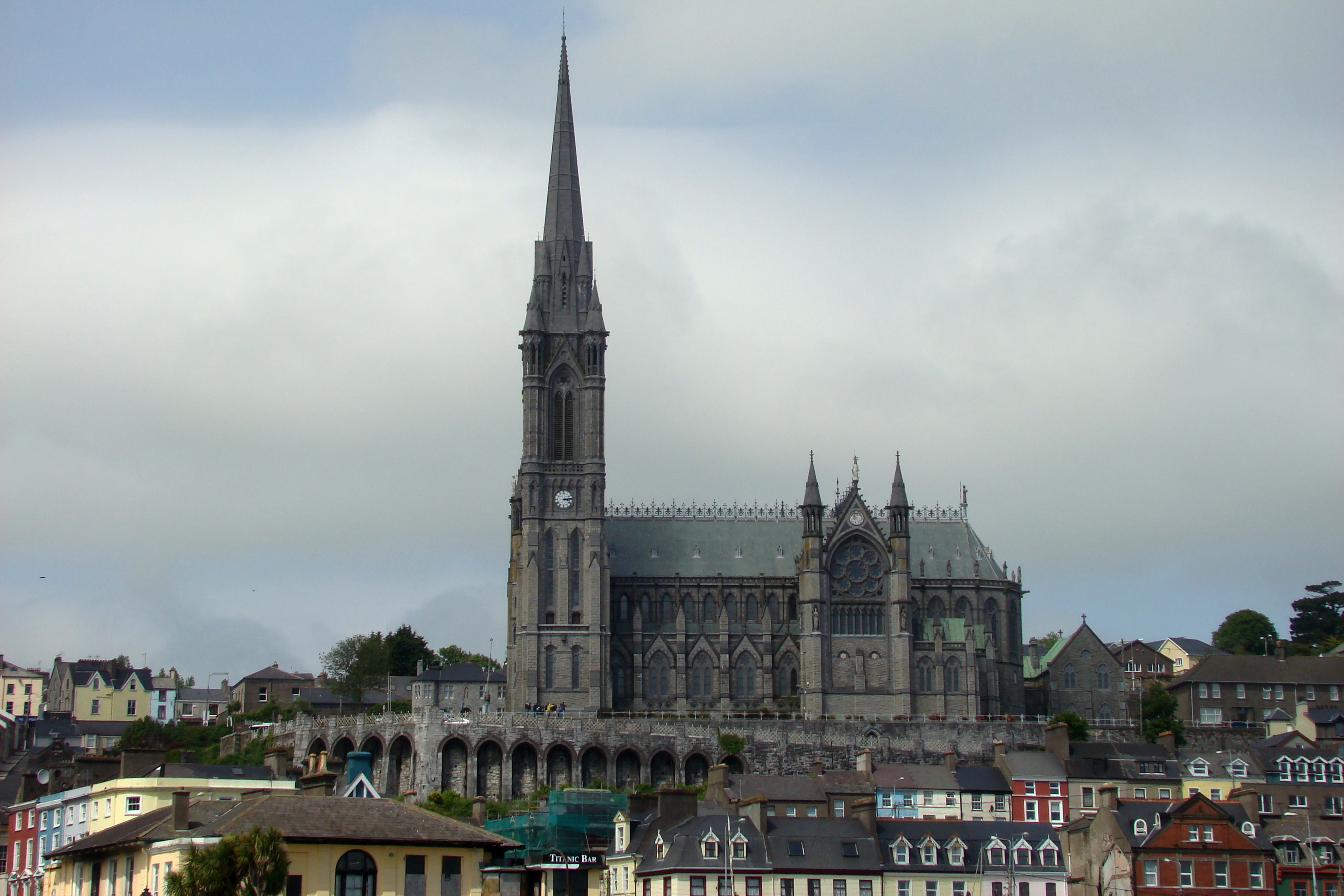
St.-Colman-Kathedrale, Cobh

## Kathedralen

### Katholisch

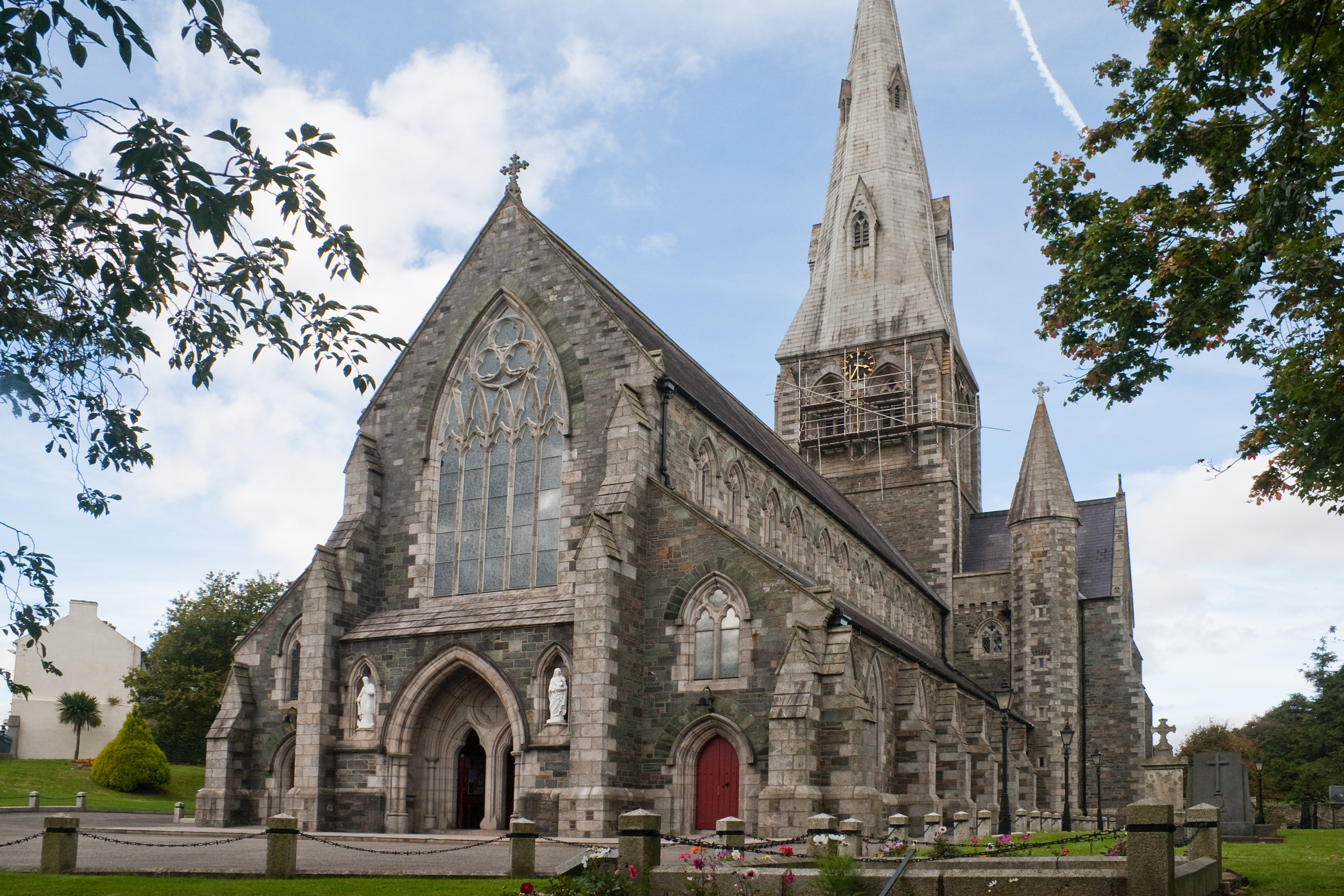
St. Aidan’s Cathedral, Enniscorthy

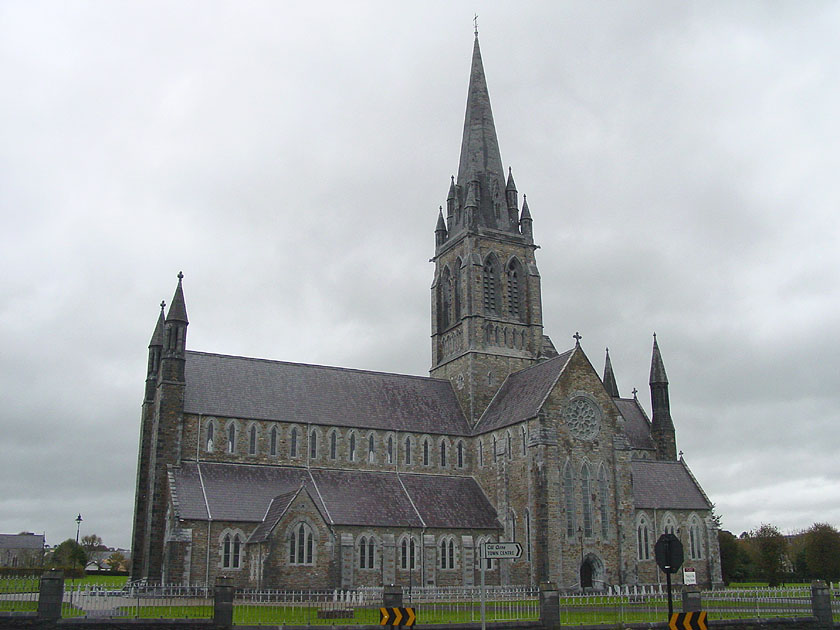
Marienkathedrale von Killarney

| Stadt           | Kathedrale                                                           | Diözese                |
| --------------- | -------------------------------------------------------------------- | ---------------------- |
| Ballaghaderreen | Cathedral of the Annunciation of the Blessed Virgin Mary & St. Nathy | Achonry                |
| Ballina         | Cathedral St. Muredach                                               | Killala                |
| Carlow          | Carlow Cathedral                                                     | Kildare und Leighlin   |
| Cavan           | Cathedral St. Patrick & St. Felim                                    | Kilmore                |
| Cobh            | Cathedral St. Colman                                                 | Cloyne                 |
| Cork            | Pro-Cathedral St. Mary & St. Anne                                    | Cork und Ross          |
| Dublin          | Prokathedrale der Unbefleckten Empfängnis der Hl. Jungfrau Maria     | Dublin                 |
| Dundalk         | Cathedral St. Patrick                                                | Armagh                 |
| Ennis           | Pro-Cathedral St. Peter & St. Paul                                   | Killaloe               |
| Enniscorthy     | Sankt-Aidan-Kathedrale von Enniscorthy                               | Ferns                  |
| Galway          | Cathedral St. Nicholas and Our Lady Assumed into Heaven              | Galway und Kilmacduagh |
| Kilkenny        | Marienkathedrale von Kilkenny                                        | Ossory                 |
| Killarney       | Marienkathedrale von Killarney                                       | Kerry                  |
| Letterkenny     | Cathedral St. Eunan & St. Colmcille                                  | Raphoe                 |
| Limerick        | Cathedral St. John the Baptist                                       | Limerick               |
| Longford        | Cathedral St. Mel                                                    | Ardagh und Clonmacnois |
| Loughrea        | Cathedral St. Brendan                                                | Clonfert               |
| Monaghan        | Cathedral St. Marcatan                                               | Clogher                |
| Mullingar       | Cathedral of Christ the King                                         | Meath                  |
| Armagh          | Cathedral St Patrick                                                 | Armagh                 |
| Skibbereen      | Co-Cathedral St. Patrick                                             | Cork und Ross          |
| Sligo           | Cathedral of the Immaculate Conception and St. John                  | Elphin                 |
| Thurles         | Mariä-Himmelfahrt-Kathedrale                                         | Cashel und Emly        |
| Tuam            | Cathedral of the Assumption of the Blessed Virgin Mary               | Tuam                   |
| Waterford       | Cathedral of the Most Holy Trinity                                   | Waterford und Lismore  |

### Church of Ireland

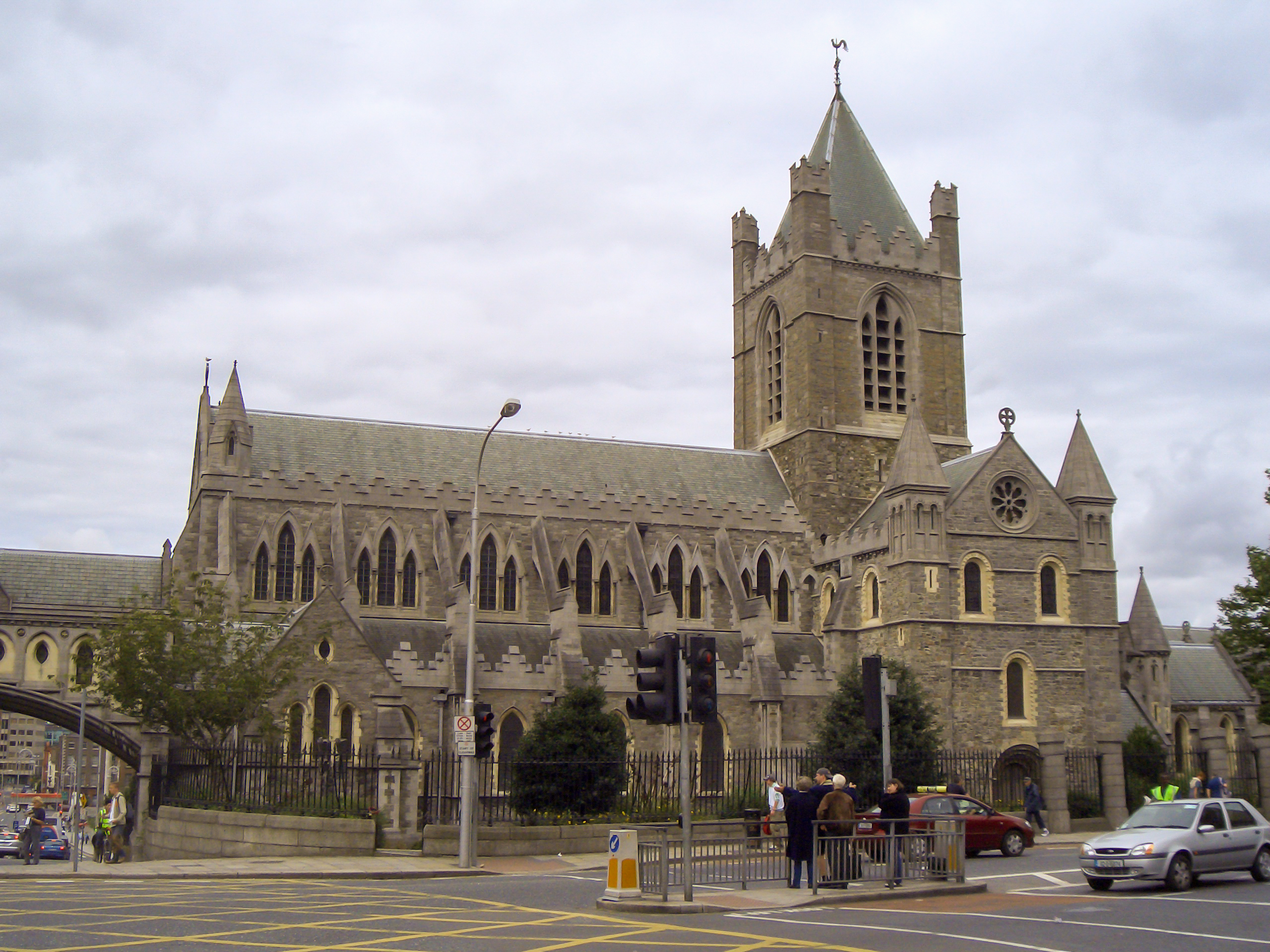
Christ Church Cathedral, Dublin

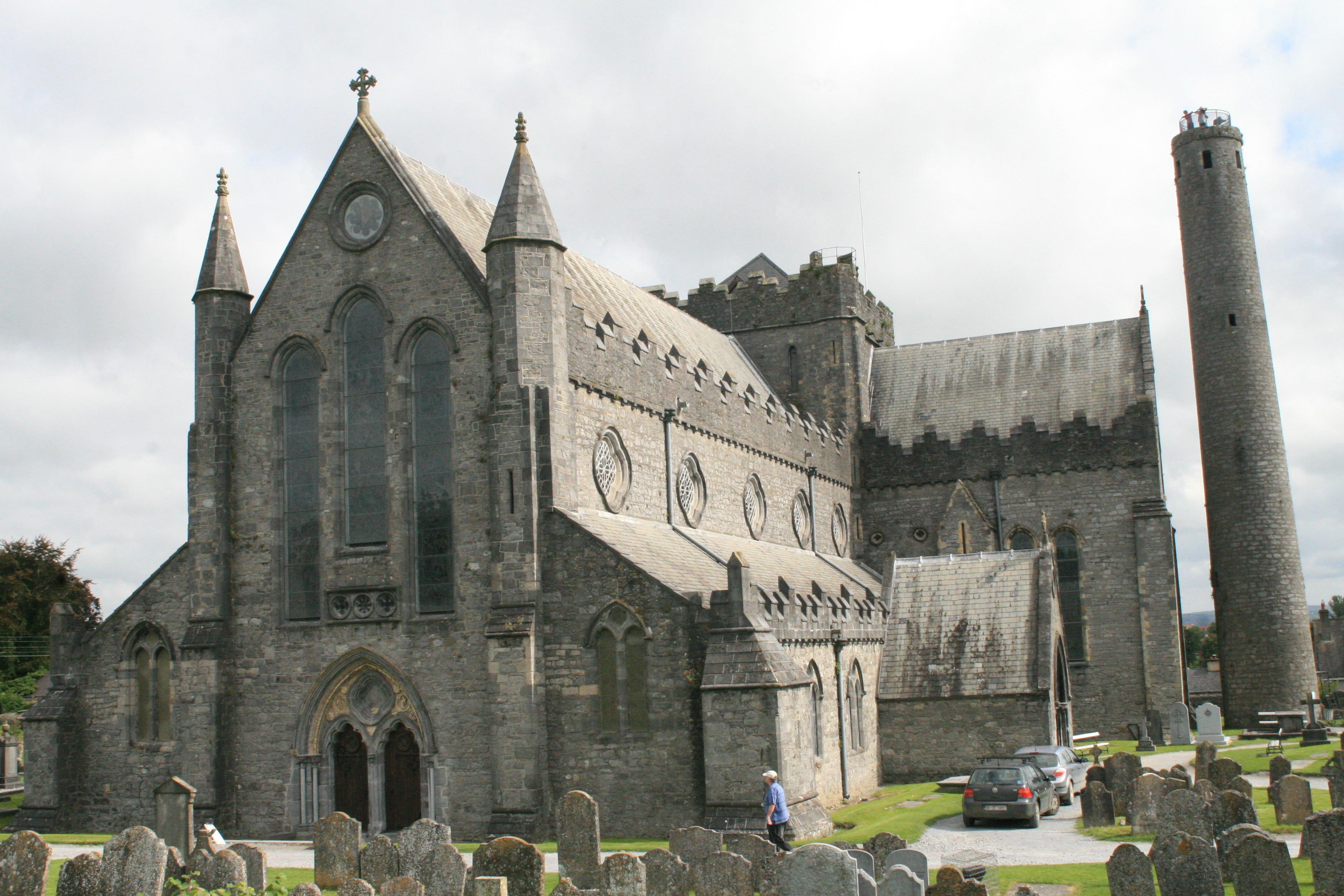
Sankt-Cainnech-Kathedrale, Kilkenny

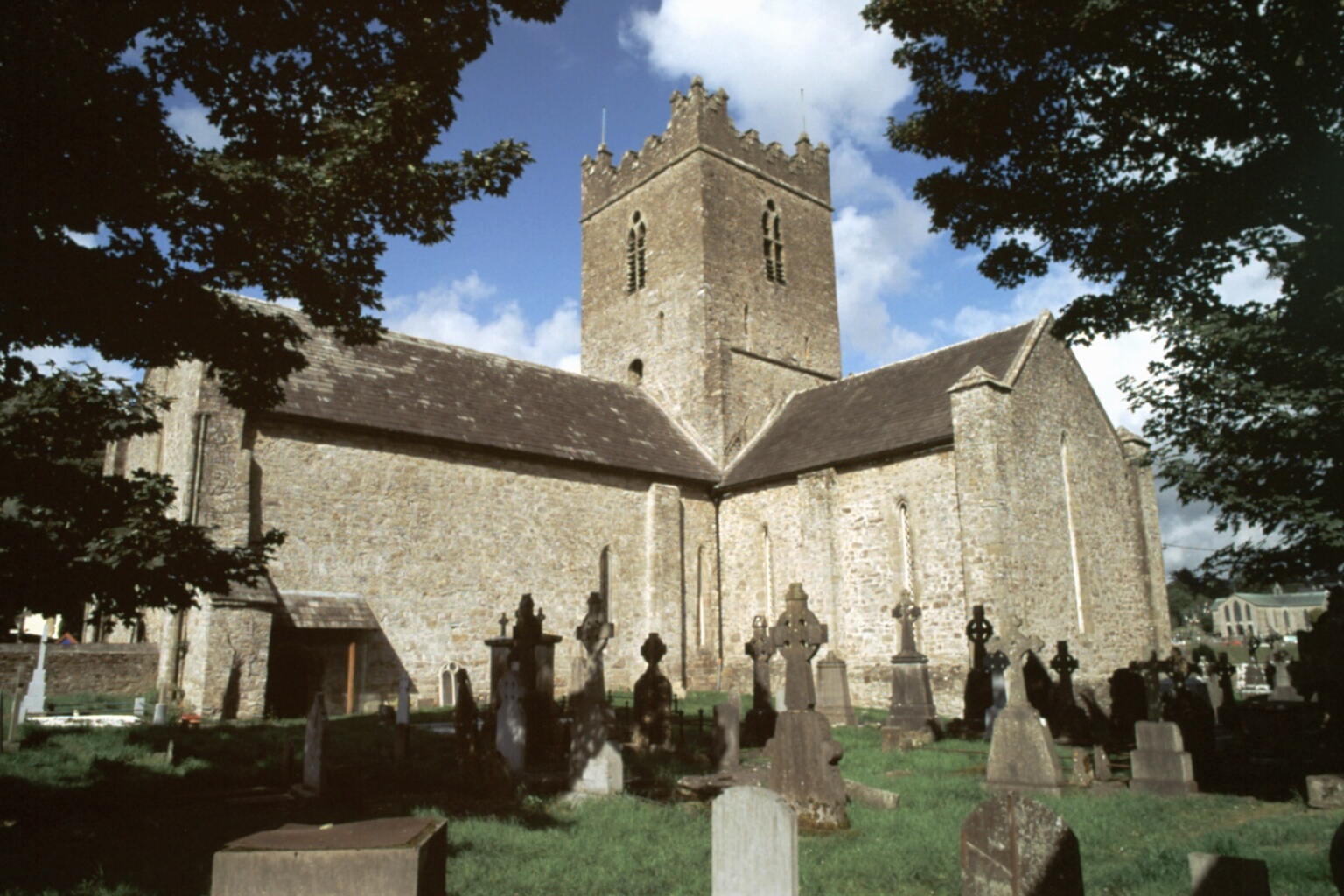
Sankt-Flannan-Kathedrale, Killaloe

| Stadt          | Kathedrale                                                          |
| -------------- | ------------------------------------------------------------------- |
| Achonry        | Cathedral St. Crumnathy                                             |
| Cashel         | Cathedral St. John the Baptist & St. Patrick Rock                   |
| Clonfert       | Cathedral St. Brendan                                               |
| Cloyne         | Cathedral St. Colman                                                |
| Cork           | Cathedral St. Finbarr                                               |
| Dublin         | Cathedral of the Holy Trinity / Christ Church Cathedral             |
| Dublin         | Cathedral St. Patrick                                               |
| Elphin         | Cathedral St. Mary the Virgin                                       |
| Ferns          | Cathedral St. Edan                                                  |
| Kildare        | Cathedral St. Brigid                                                |
| Kilfenora      | Cathedral St. Fachtna                                               |
| Kilkenny       | Sankt-Cainnech-Kathedrale                                           |
| Killala        | Cathedral St. Patrick                                               |
| Killaloe       | Sankt-Flannan-Kathedrale                                            |
| Leighlin       | Cathedral St. Laserian                                              |
| Limerick       | Cathedral St. Mary the blessed Virgin                               |
| Lismore        | Sankt-Mochutu-Kathedrale                                            |
| Raphoe         | Cathedral St. Eunan                                                 |
| Ross (Carbery) | Cathedral St. Fachtna                                               |
| Sligo          | Cathedral of St. Mary & St. John the Baptist                        |
| Trim           | Cathedral St. Patrick                                               |
| Tuam           | Cathedral St. Mary & St. Jarlath                                    |
| Waterford      | Cathedral of the Holy and Undivided Trinity/Christ Church Cathedral |

### Andere
| Stadt  | Kathedrale                                           | Religion          |
| ------ | ---------------------------------------------------- | ----------------- |
| Dublin | Cathedral of the Holy Apostels, St. Peter & St. Paul | Russisch-Orthodox |

### Ehemalige Kathedralen

Die Ruine der Ardfert Cathedral

| Stadt           | Kathedralruine                 |
| --------------- | ------------------------------ |
| Annaghdown      | Sankt-Brendan-Kathedrale       |
| Ardagh          | Cathedral St. Mel              |
| Ardfert         | Sankt-Brendan-Kathedrale       |
| Ardmore         | Cathedral St. Brendan          |
| Cashel          | Cathedral                      |
| Clonard         | Cathedral St. John             |
| Clonmacnoise    | Cathedral St. Kieran           |
| Duleek          | Cathedral                      |
| Emly            | Cathedral St. Alibeus          |
| Ferns           | Cathedral                      |
| Glendalough     | Cathedral St. Peter & St. Paul |
| Gowran          | Cathedral                      |
| Kilmacduagh     | Cathedral St. Colman           |
| Scattery Island | Scattery Island Cathedral      |

## Basiliken

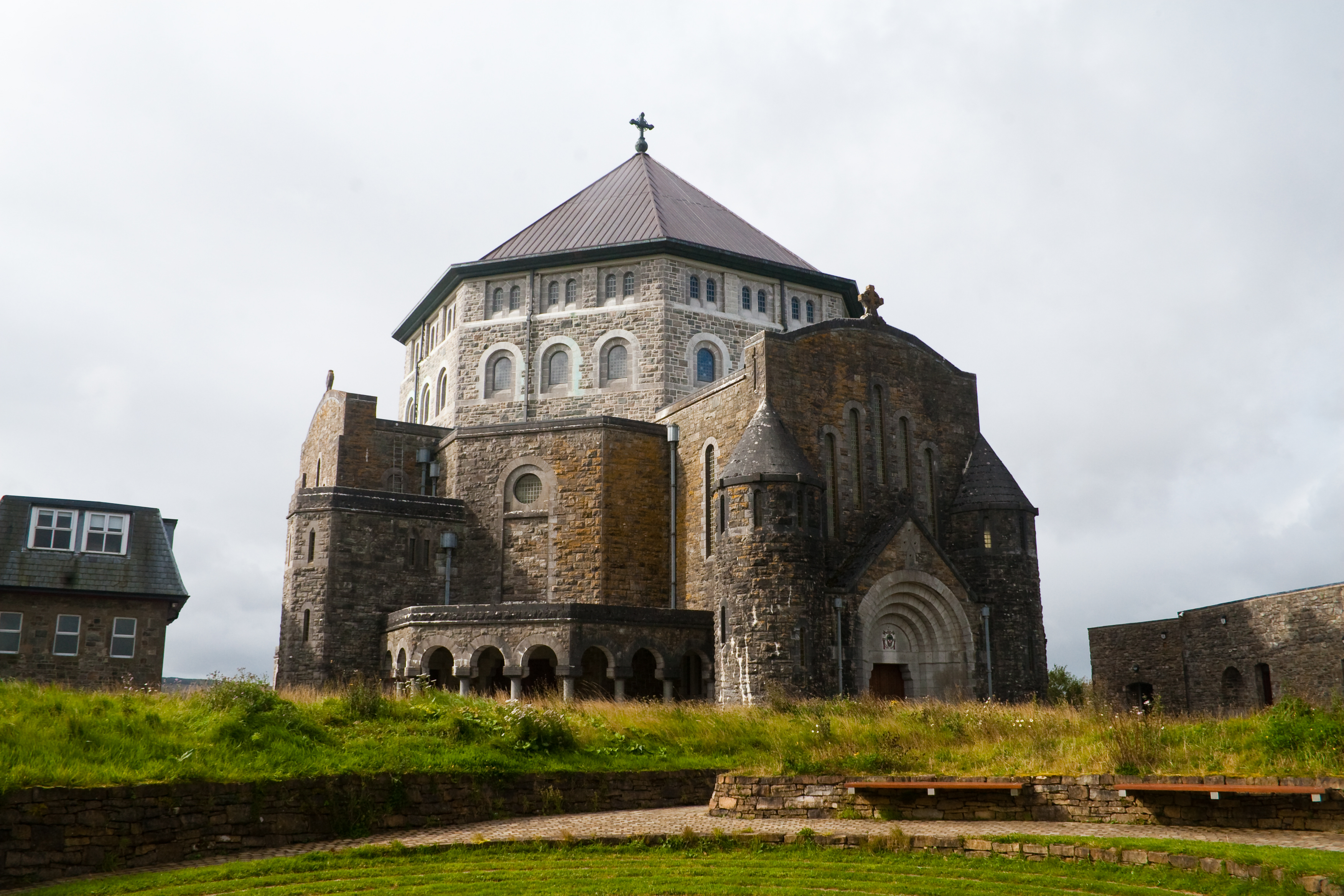
St. Patrick’s Basilica

| Stadt      | Basilika                                         | Erhebung |
| ---------- | ------------------------------------------------ | -------- |
| Lough Derg | St. Patrick’s Basilica                           | 1931     |
| Knock      | Basilika Unserer Lieben Frau, Königin von Irland | 1979     |